# 家路 (ドヴォルザーク)
「家路」（いえじ、Goin' Home）は、アントニン・ドヴォルザークが1893年に作曲した交響曲第9番『新世界より』の第2楽章「ラルゴ (Largo)」の主題となる旋律に基づいて、ウィリアム・アームズ・フィッシャーが1922年に作詞、編曲した歌曲、合唱曲。
この曲には、訳詞ないし作詞として、数多くの日本語の歌詞が作られている。

## 歌曲「家路」の成立
ドヴォルザークの弟子であったフィッシャーは、1922年に、「ラルゴ」の主題の旋律に歌詞を載せて、編曲し、霊歌風の楽曲「家路 (Goin' Home)」としたが、この曲はしばしば民謡や伝統的な霊歌と誤解されることがある。そのような誤解が生まれた背景には、もともとこの旋律が、先住民オジブワ族の英雄譚に取材したヘンリー・ワズワース・ロングフェローの詩『ハイアワサの歌』のオペラ化のために構想されたものを元にしていたことや、ドヴォルザークが黒人の弟子であったハリー・バーリーから多数の霊歌を聞いており、これを『新世界より』の構想に活かしたことがあった。バーリーは、ドヴォルザークが『新世界より』の作曲にあたって黒人霊歌を参考にしていたと述べている。
フィッシャー以外にも、やはりドヴォルザークの弟子であったハーヴェイ・ワーシントン・ルーミスが「Massa Dear」（1923年）、モーリス・アーノルド (Maurice Arnold)が「Mother Mine」（1927年）として、それぞれ英語の歌詞を載せた歌曲を編曲しているが、人気になったのはフィッシャーの「Goin' Home」であった。フィッシャーは、「Goin' Home」の作詞にあたって、黒人英語風の表記を用いるなど霊歌を思わせる演出も加えていた。フィッシャーの歌詞における「home」は「家」ではなく、「故郷」という意味と、キリスト教的な、死後に救済された魂が赴く場所としての「天上の故郷」という意味が重ねられている。
キャストがすべて黒人という、キング・ヴィダー監督による1929年の映画『ハレルヤ』では、終幕で「Goin' Home」が歌われる。

## 日本における普及
「Goin' Home」は、1930年代には「家路」として日本に紹介されており、以降、様々な日本語の歌詞がこの旋律に載せて作られた。特に、歌い出しの歌詞でもある「遠き山に日は落ちて」として知られる堀内敬三によるものは、戦後長く教科書に教材として採用され、愛唱歌とされるほど定着している。また、学校や公共施設などが夕方の帰宅時刻などを告げる音楽として、この曲を流すことも多い。

### 日本語の歌詞
以下では、〈作詞者「曲名」- 歌い出し〉の形で示す。
- 宮沢賢治「種山ヶ原」- 春はまだきの 朱（あけ）雲を[17]
  - 1924年の作詞とされるが、公表は後年[18]。
- （作詞者不明〕「秋の姿」- あききぬすずしくははぬれ
  - 日本国民音楽教育連盟 編纂『現代国民音楽教育 第一集 紅き雲』（1930年）所収[18]。
- 牛山充「歸郷」- かえらんいざやふるさとに
  - 若狭萬次郎 編『新男子音楽教科書 第三編』（1934年）所収[18]。
- 西原武男「夕陽の沈む頃」
  - 奥田良三のSP盤（1935年）[19]。
- 佐伯孝夫「家路」
  - 杉町みよしのSP盤（1936年）[19]。
- 瀬沼喜久雄「家路」- 故郷（くに）へかへる よろこびに
  - 東京教育音楽研究会『新撰女声曲集 第五巻』（1937年）所収[20]。
- 津川主一「家路をさして」- いざや帰らん 故郷へ
  - 津川主一 編『合唱名曲撰集 女声篇 第四巻』（1938年）所収[18]。
- 水田詩仙「ふるさとの夢」- ゆめはたのし ふるさとの
  - 黒澤隆朝、小川一朗、林幸光 編『改頃訂標準女子音楽敦教科書 第四編』（1939年）所収[18]。
- 野上彰「家路」- 響きわたる 鐘の音に
- 久野静夫「家路」- 森のこずえ 暮れそめて
  - いち早く1952年に音楽教科書に掲載された[21]。
- 堀内敬三「遠き山に日は落ちて」- 遠き山に 日は落ちて
  - 作詞された時期には諸説あるが、流布したのは戦後であり、最初に音楽教科書に掲載されたのは1962年である[21]。
  - さらにこれに基づく琉球語の歌詞が佐原一哉によって作られている。
- 木田みさを「ふるさと」- 夢に思う ふるさとの
- 高田三九三「家路」- 家路さして 帰り行く
- 峯陽「家路」- 遠い山も たそがれて
- 越悠理子「new world 〜願い〜」- 羽を休めた 鳥の様に[22]
  - largoのシングル（2000年）。アルバム『a song』にも収録（2001年）。
- 本田美奈子.「新世界」- 時は待たず 過ぎてゆく[23]
  - 本田美奈子.のシングル（2004年）[24]。
- 平原綾香「新世界」※歌い出しは原曲の中間部のメロディーを使用。
  - 平原綾香のシングル（2009年）。アルバム『my Classics!』にも収録（2009年）。